# Mydaea nubivena
Mydaea nubivena är en tvåvingeart som beskrevs av John Otterbein Snyder 1941. Mydaea nubivena ingår i släktet Mydaea och familjen husflugor. Inga underarter finns listade i Catalogue of Life.